# Ílhavo
Ílhavo ('iʎɐvu) è un comune portoghese di 38 598 abitanti situato nel distretto di Aveiro.

## Società

### Evoluzione demografica
| Popolazione di Ílhavo (1801 – 2004) | Popolazione di Ílhavo (1801 – 2004) | Popolazione di Ílhavo (1801 – 2004) | Popolazione di Ílhavo (1801 – 2004) | Popolazione di Ílhavo (1801 – 2004) | Popolazione di Ílhavo (1801 – 2004) | Popolazione di Ílhavo (1801 – 2004) | Popolazione di Ílhavo (1801 – 2004) | Popolazione di Ílhavo (1801 – 2004) |
| ----------------------------------- | ----------------------------------- | ----------------------------------- | ----------------------------------- | ----------------------------------- | ----------------------------------- | ----------------------------------- | ----------------------------------- | ----------------------------------- |
| 1801                                | 1849                                | 1900                                | 1930                                | 1960                                | 1981                                | 1991                                | 2001                                | 2004                                |
| 5436                                | 6797                                | 13163                               | 17709                               | 25108                               | 31383                               | 33235                               | 37209                               | 39247                               |

## Freguesias
- Gafanha da Encarnação
- Gafanha da Nazaré
- Gafanha do Carmo
- Ílhavo (São Salvador)

## Monumenti e luoghi d'interesse
- Faro di Praia da Barra
- Museu Marítimo de Ílhavo, in Av.ª Dr. Rocha Madahil